# آل الفايز
الفَايِز (أو آل الفَايِز أو بَيْت الفَايِز أو دَار الفايز أو عائلة الفايز) هي عائلة سياسية أردنية من عشيرة بني صخر إحدى العشائر الرئيسة في الأردن. وبلغ تأثير العائلة وسيادتها ذُرْوَتَهُمَا خلال حُكْم فندي الفايز الذي قاد العائلة في الخمسينيّات من القرن التاسع عشر، وأصبح بشكل تدريجي القائد الخاص بعشيرة بني صخر كاملة. وتَوَلَّى ابنه الصّغير سَطّام القيادة من بعده، وهو الذي وَجَّه بدوره العشيرة إلى زراعة الأراضي وعَيْش حياة أكثر استقرارًا، وأصبحت العشيرة في عهد مثقال الفايز قُوّة سياسية دائمة في الدولة الأردنية الحديثة. وكانت العائلة المالِكَ الأكبر للأراضي الأردنية، كما امتلكت أجزاءًا من حدود دولة فلسطين المعروفة حاليًّا، وكان مِثْقال أكثر فَرد امتلاكًا للأراضي الأردنية سنة 1922م.

## التاريخ
تنحدر عائلة الفايز من عشيرة بني صخر التي يعود أصلها إلى قبيلة طيء العربية والتي تنحدر بدورها من قبائل العرب القحطانيين في اليَمَن، ويعود أول ذِكْر لبني صخر في التاريخ إلى القرن الـ15 بعد الميلاد. ويعود أصْل تسمية العائلة إلى جدها الأكبر: فايز بن فاضل الطّائي. وانفصلت عشيرة بني صخر عن قبيلة طيء بعد هِجْرة أفراد بني صخر إلى شمال الجزيرة العربية، وهو ما يُعْرَف اليوم باسم الأردن، بعدها تَفَرَّدَت عائلة الفايز من بين عشيرة بني صخر بعد بُرُوز مجموعة من القادة الناجحين الذين يعود نسبهم إلى فايز الطائي.

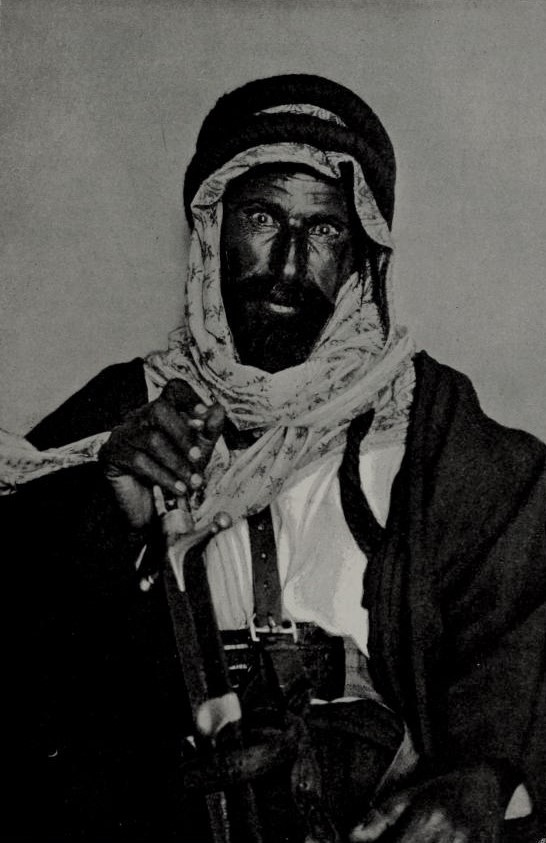
الشيخ طلال الفايز، 1907م

وحدث انقسام قصير الأمد في عائلة الفايز سنة 1879م حينما مات الشيخ فندي بينما كان عائدًا من مدينة نابلس. خلال ذلك الوقت، تحالف نصف أبناءه الثمانية بقيادة سَطَّام الفايز مع عائلة العُدْوَان الذين كانوا في حالة عِدَاء مع بني صخر، أما النصف الآخر من أبناءه فقد أَعْطَوْا القيادة لأخيهم سَطْم الفايز الذي كان متحالفًا مع عشيرة عَنْزَة. وفي مايو من عام 1881م، قُتِل الشيخ سَطْم في معركة مع عشيرة العدوان، وهذا ما أعطى الفرصة لأخيه سطام الفايز بأن يعيد توحيد العشيرة في شهر سبتمبر من عام 1881م، ويستعيد النفوذ التي كان يتمتع به والده في المنطقة. وعلى أية حالة، تَبَيَّن فيما بعد أن سَنَتَي الانقسام (1879م -1881م)في عائلة الفايز كانَتَا خسارةً كبيرة لأن العائلة لم تَصِل أبدًا إلى ذروة نفوذها الذي كان أيام فندي الفايز.

### القرن الثامن عشر
في عام 1756م  وُجِّهَت دعوة للشيخ قَعْدان الفايز ليدعم حصار الدولة العثمانية على طبريا، والشيخ قعدان هو الجد ألأكبر لِفِرْع قَعدان من عائلة الفايز وكذلك هو حفيد فايز الطائي. وعلى الرّغم من فشل حصار طبريا، كٌوفِئَ بنو صخر من حاكم دمشق العثماني أسعد إسماعيل العظم الذي أعطاهم صَلَاحِيّة مُرَافَقَة قَوَافِل الحجيج المتوجهة إلى مكة. وفي عام 1757م، فَشِلَت الدولة العثمانية في دَفْع المال لبني صخر لِقَاءَ خَدَمَاتِهِم للدولة، وقد تزامن ذلك مع القحط الذي أصاب القبائل سنة 1756م، والذي أَدَّى بِدَوْرِه إلى إغارة مجموعة من القبائل على قافلة الحج سنة 1757م بقيادة قَعْدان. وبَلَغَت أعداد ضحايا تلك الغارة عشرات الآلاف من الحُجَّاج، وكان من ضمنهم موسى باشا وأخت السلطان.

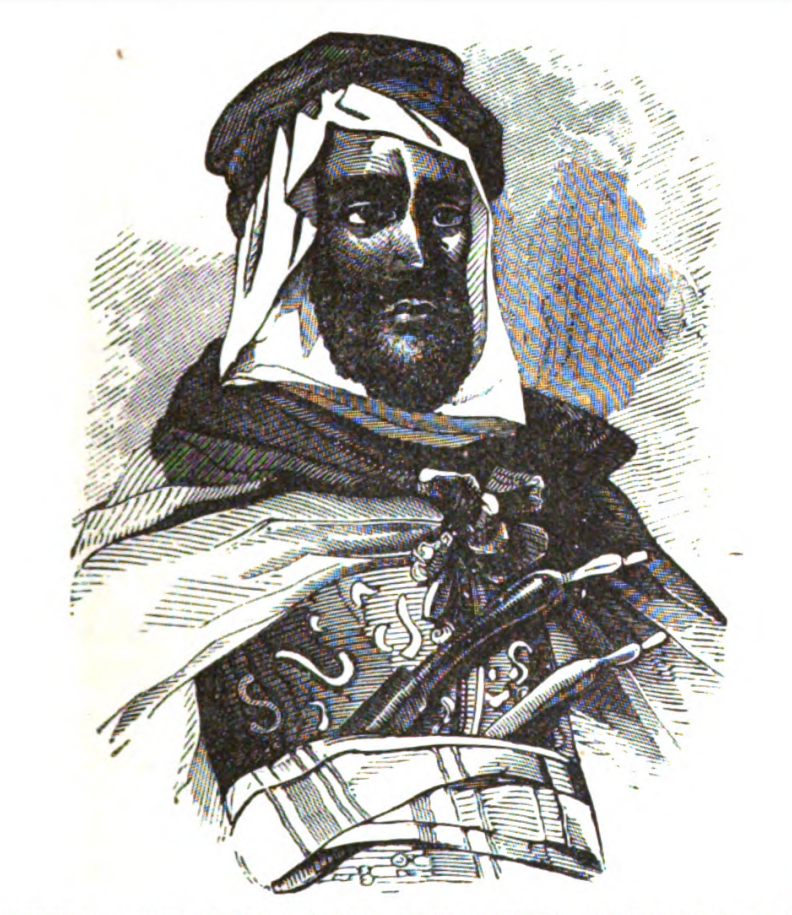
الأمير فندي الفايز، فترة سَبْعِينِيَّات القرن التاسع عشر

### القرن التاسع عشر
في عام 1820م، سُجِّلَت أول معركة خاضها فندي الفايز، وبحلول منتصف القرن كان هو الشيخ(القائد) الأكبر، واحترمه الجميع في شبه الجزيرة العربية.

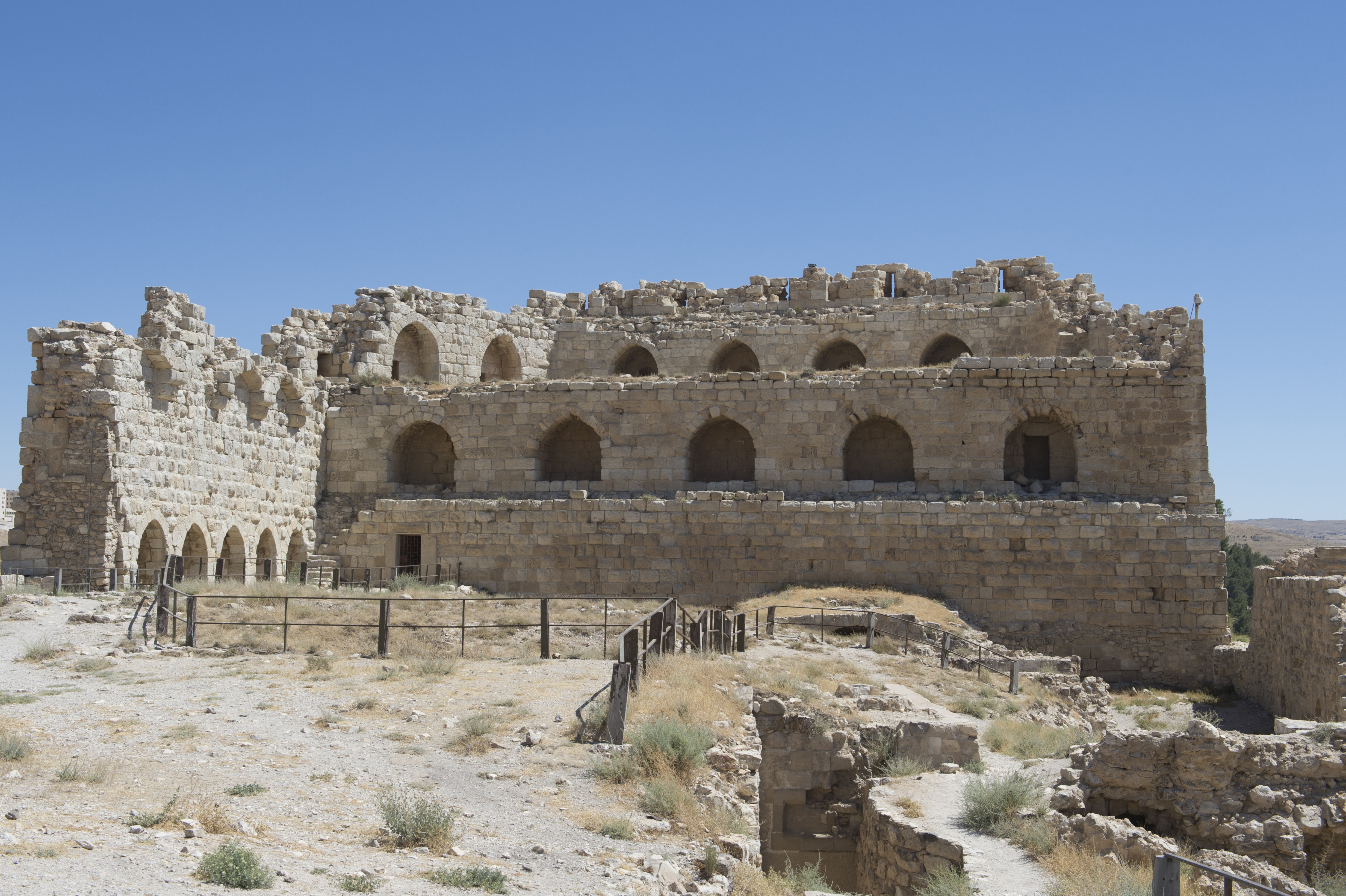
قلعة الكرك حيث كان يتواجد محمد المجالي

وإن إحدى أكبر الصِّرَاعَات التي خَاضَهَا كانت ضد عشيرة المجالي سنة 1863م والتي سَجَّلَها المستكشف الإيطالي كارلو كلاوديو كاميليو غورماني في كتابه: نَجْد الشمالية. وكانت بداية الصراع حينما اشتكى أهالي القُرَى في الطفيلة من إهمال محمد المجالي في حمايتهم، ذلك بالرغم من أنهم كانوا يدفعون له ضرائبًا سنوية، وكان محمد المجالي هو المُسَيْطِر على تلك المنطقة وقتها. واجتمع قادة الطفيلة بقيادة عبد الله الحوارة -رئيس الطفيلة- وقرروا التخلي عن التَّبَعَيَّة لمحمد المجالي وتحويل الضرائب السنوية إلى هدية سنوية تعبيرًا عن استمرار تَقْدِيرِهِم لمحمد المجالي. ولكن لم يُرْضي ذلك المجالي، وكان مستعدًا لقتال القرويين في الطفيلة حتى يستعيدهم تحت قيادته، ولكن عشيرة بني صخر بقيادة فندي الفايز مَنَعَتْه من ذلك، وأرسل فندي شليش البخيت الفايز ليكون مسؤولًا عن التواصل بين المجالي وبين القرويين في الطفيلة بحيث يضمن التَّوَصُّل إلى أفضل تسوية بين الأطراف لِتَجَنُّب إراقة الدماء.
وعلى أية حال، ففي يناير من سنة 1864م، قرر المجالي معاودة الهجوم وأعلن نفسه سيدًا على الطفيلة، وردّ عليه فندي الفايز مباشرةً بإعلان الحرب ضده. ونجح شليش البخيت في قيادة هجوم على قبلان المحيسن الذي عَيَّنَه المجالي لقيادة شؤون الطفيلة. وأرسل فندي بعد فترة قصيرة 200 رجل جَمَعُوا قوة مقدارها 2000 رجل يَحْمِلُون البنادق ويركبون الجِمَال، وتوجهوا جميعًا إلى الكرك حيث يستقر محمد المجالي. وبعد الصمود الطويل، أصبح سكان الكرك كأنهم تحت سياج افتراضي ونَفِدَت منهم الأطعمة وانتشرت بينهم الأمراض، وعندما أحس المجالي ذلك، ذَهَب إلى فندي سِرًّا في المساء ليعلن له بنفسه أنه يستسلم وأنه يوافق على دَفْع تعويضات لجميع الذين لَحِقَهُم الأذى بسبب ذلك الصراع، وأيضًا أنه سَيُعِيد عبد الله الحوارة إلى منصب رئاسة الطفيلة.

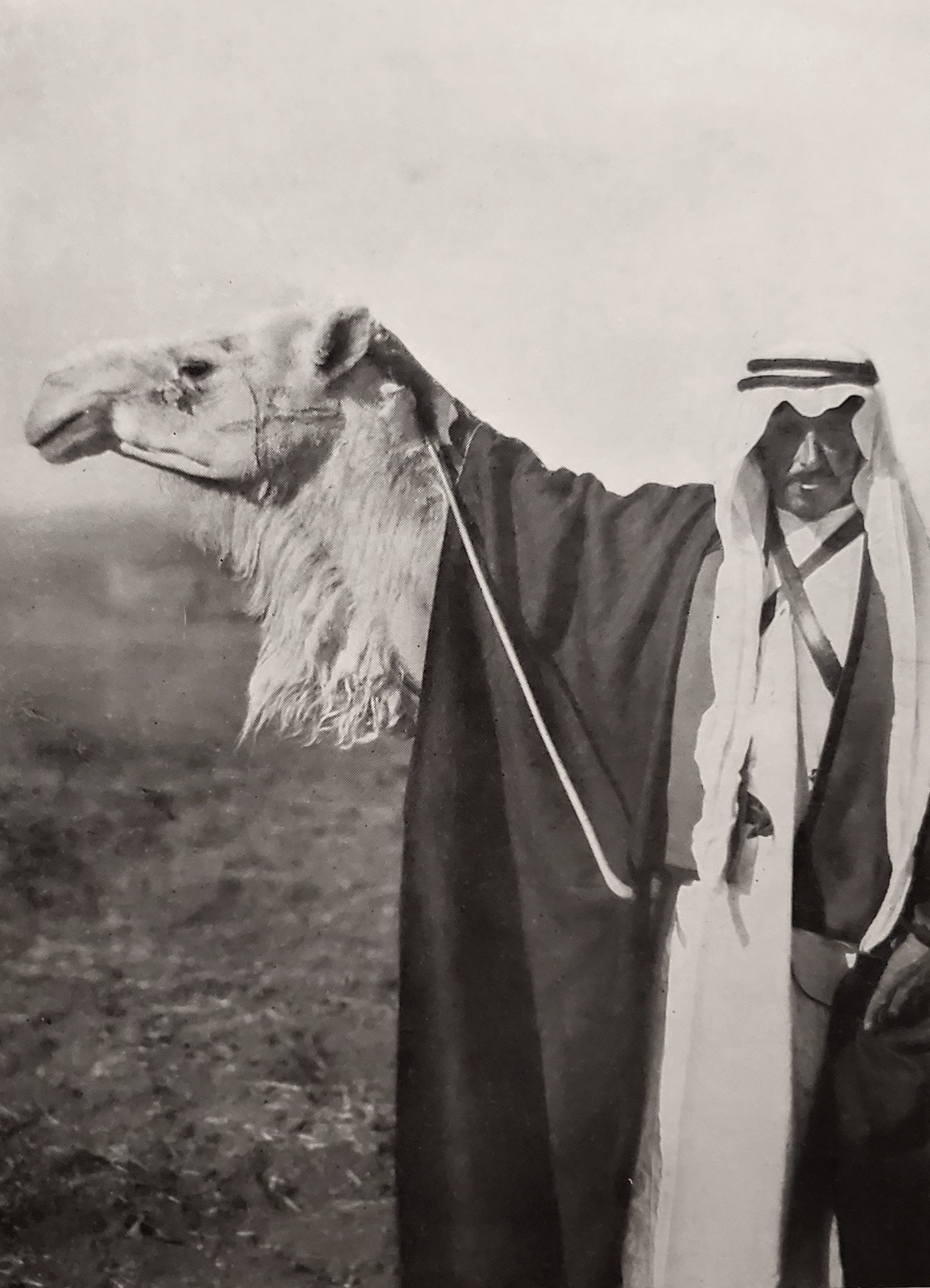
الشيخ مثقال باشا الفايز، 1925م

### القرن العشرين
في عام 1923م، وخلال عِصْيان عشيرة العُدْوَان، قاد مِثْقال الفايز بني صخر لمواجهة عشيرة العدوان، ونَتَج عن ذلك هزيمة قوات العدوان مع وقوع بعضهم في الأسر ونَفْي بعض آخرين.

### القرن الواحد والعشرين - الآن
أصبح فيصل الفايز رئيسًا للوزراء في الأردن سنة 2004م.
وفي 2018م، تعرض زيد محمد سامي الفايز -أحد أفراد عائلة الفايز- إلى الهجوم في أحد الأماكن العامة على يد عماد الشوابكة وسبعة مهاجمين آخرين، وحُلّ هذا النزاع بين القادة العشائريين من كِلَا الطرفين، ووُضِع المهاجمون رَهْن الاعتقال عند الشرطة.

## قادة العائلة
يختار آل الفايز عادةً قائدًا لعائلتهم يُسَمّى الشيخ، وفي الأغلب يَتَّبِعُون التَّقْلِيد البدوي بانتقال القيادة إلى الابن الأكبر للقائد الحالي، ولكن كانت هناك بعض الحالات الاسثنائية خلال تاريخ العائلة الطويل. وتّذَكَّر أن قائد عائلة الفايز يكون هو نفسه قائد عشيرة بني صخر باعتبار أن عائلة الفايز هي من يقود القبيلة، أو أن قيادة بني صخر تنقسم بين قائد عائلة الفايز وقائد عائلة خريشة.
|    | الاسم        | الألقاب                                                          | من                              | إلى             | القرابة مع القائد السابق                                                                                                 |
| -- | ------------ | ---------------------------------------------------------------- | ------------------------------- | --------------- | --- |
| 1  | عباس الفايز  | - شيخ                                                            | 1810م                           | 1835م           | ابن عواد بن ذياب بن محمد بن الموح بن فايز بن فاضل بن أرحمة بن غبين بن أمجيد بن طويق بن حمد بن فهاد الدجرة الأحمدي الصخري |
| 2  | فندي الفايز  | - أمير - الملك العجوز - شيخ                                      | 1840-1850م (لا يوجد تاريخ دقيق) | 1879م           | ابن عباس الفايز |
| 3  | سَطْم الفايز   | - شيخ                                                            | 1879م                           | مايو 1881م      | ابن فندي الفايز |
| 4  | سطام الفايز  | - آغا - أمير الجيزة - باشا - شيخ                                 | سبتمبر 1881م                    | 1890م           | أخو لِسَطْم الفايز |
| 5  | طلال الفايز  | - أمير الأمراء - باشا - شيخ                                      | 1890م                           | 1909م           | أخو سَطّام الفايز |
| 6  | فواز الفايز  | - أمير - شيخ                                                     | 1909م                           | 1917م           | ابن أخ طلال الفايز، وهو ابن سطام الفايز                                                                                  |
| 7  | مشهور الفايز | - شيخ                                                            | 1917م                           | 30 إبريل 1921م  | ابن فواز الفايز |
| 8  | مثقال الفايز | - باشا - شيخ مَشَايِخ - شيخ - قاضي                                  | 31 إبريل 1921م                  | 15 إبريل 1967م  | نسيب مشهور، وهو ابن سطام الفايز                                                                                          |
| 9  | عَاكِف الفايز  | - شيخ مشايخ - شيخ - عضو مجلس نواب - وزير                         | 15 إبريل 1967م                  | 8 إبريل 1998م   | ابن مثقال الفايز |
| 10 | سامي الفايز  | - شيخ مشايخ - شيخ - قاضي                                         | 16 إبريل 1998م                  | 19 نوفمبر 2012م | أخو عَاكِف الفايز |
| 11 | فيصل الفايز  | - شيخ مشايخ - شيخ - رئيس وزراء - عضو مجلس نواب - رئيس مجلس أعيان | 20 نوفمبر 2012م                 | الوقت الحاضر    | ابن أخ سامي الفايز، وهو ابن عاكف الفايز                                                                                  |

## أسماء مشهورة
القرن الثامن عشر:
- عباس الفايز
- قَعْدان الفايز

القرن التاسع عشر:
- فندي الفايز
- سليمان الفايز[13]
- سطام الفايز(أمير وقائد للعشيرة)
- نواف فندي الفايز (أمير)
- سَطْم فندي الفايز (قائد للعشيرة)
- سحن فندي الفايز (قاضٍ)
- عيد سليمان الفايز
- شليش البخيت الفايز

القرن العشرين:
- مثقال الفايز (قائد للعشيرة، وسياسي، وقائد عسكري)[14]
- طلال فندي الفايز (بكلربك وقائد للعشيرة)
- عاكف الفايز (قائد للعشيرة وسياسي)
- زيد مثقال الفايز (ضابط عالي الرتبة في رئاسة الوزراء)
- فواز سطام الفايز (قائد للعشيرة)
- مشور فواز الفايز (قائد للعشيرة)

القرن الواحد والعشرون - الآن:
- فيصل الفايز (رئيس وزراء)
- عامر الفايز (رئيس مجلس إدارة العبدلي، رئيس المراسم الملكية، مرتبة وزير)[15]
- طراد الفايز (وزير زراعة، وسفير، وعضو مجلس شعب)
- طايل الفايز (رئيس النادي الأولومبي الأردني)
- سامي الفايز (قائد للعشيرة، وعضو مجلس شعب)
- عيد الفايز (وزير داخلية، ووزير دولة، ووزير عَمَل)
- نايف الفايز (وزير سياحة)
- نايف حايل الفايز (وزير صحة، ونائب)
- العنود الفايز (زوجة سابقة للملك عبد الله بن عبد العزيز آل سعود)
- حاكم الفايز (سياسي)
- هند الفايز (نائبة)
- محمد الفايز (نائب)
- حابس سامي الفايز (نائب)
- بسام الفايز (نائب)